# Thomas Ligotti
Thomas Ligotti (nascido em 9 de julho de 1953) é um escritor de terror americano contemporâneo e figura literária cult reclusa. Seus escritos têm sido notados como sendo enraizados em vários gêneros literários — principalmente weird fiction — e têm sido amplamente descritos por críticos como ST Joshi como obras de "horror filosófico", muitas vezes escritos como contos e novelas e com semelhanças à ficção gótica.  A visão de mundo defendida por Ligotti em sua ficção e não-ficção tem sido descrita como profundamente pessimista e niilista. O Washington Post o chamou de "o segredo mais bem guardado da ficção de horror contemporânea".

## Sumário
Ligotti começou sua carreira como escritor publicado no início dos anos 1980, com uma série de contos publicados em várias pequenas revistas americanas de imprensa. Ele foi editor colaborador de Grimoire de 1982 a 1985. Enquanto seus contos reuniram um pequeno número de seguidores, o anonimato e reclusão consideráveis de Ligotti levaram à especulação sobre sua identidade. Numa introdução a uma coleção de ficção de Ligotti, Poppy Z. Brite de The Nightmare Factory (1996), mencionou essas noções com uma pergunta retórica: "Você está aí, Thomas Ligotti?"
Ele tem citado Thomas Bernhard , William S. Burroughs, Emil Cioran, Vladimir Nabokov, Edgar Allan Poe, Giacomo Leopardi, Samuel Beckett, Franz Kafka e Bruno Schulz como seus escritores favoritos. HP Lovecraft também é uma referência importante para Ligotti: algumas histórias, "The Sect of the Idiot" em particular, fazem referência explícita aos Mitos de Cthulhu de Lovecraft, e uma, "The Last Feast of Harlequin", foi dedicada a Lovecraft.  Também entre suas influências reconhecidas estão Algernon Blackwood, MR James e Arthur Machen, todos autores de terror fin de siècle conhecidos por sua sutileza e implicações do cósmico e sobrenatural em suas histórias.  Ele também invocou a influência de filósofos como Arthur Schopenhauer e Peter Wessel Zapffe.
Ligotti sofreu de ansiedade crônica e anedonia por grande parte de sua vida; estes têm sido temas proeminentes em seu trabalho. Ligotti evita a violência explícita comum em algumas ficções de terror recentes, preferindo estabelecer uma atmosfera inquietante e pessimista através do uso de sutileza e repetição. Ligotti declarou que prefere contos a formas mais longas, tanto como leitor quanto como escritor, embora tenha escrito uma novela, My Work Is Not Yet Done (2002) Em 2011, ele publicou The Conspiracy Against the Human Race, uma obra de não-ficção.
Em 2015, as duas primeiras coleções de Ligotti, Songs of a Dead Dreamer e Grimscribe: His Lives and Works, foram reeditadas em um volume pela Penguin Classics como Songs of a Dead Dreamer and Grimscribe. Michael Calia, do The Wall Street Journal, escreveu sobre a reedição de que "o escritor de horror Thomas Ligotti está prestes a entrar no cânone literário americano". No mês que vem, a Penguin Classics publicará um volume dos contos de Ligotti, fazendo dele um dos 10 escritores vivos, incluindo Thomas Pynchon e Don DeLillo, entre as centenas que a editora publicou nos EUA." Após a publicação, a obra de Ligotti recebeu muitos elogios de imprensas como The New York Times Book Review, The Los Angeles Times Review of Books, The Washington Post , e The New Yorker.  Terrence Rafferty contrasta Ligotti com Stephen King, observando: "King, o grande artista, precisa da história, pois o comediante precisa da piada e, quando não consegue entregá-la, morre (no sentido do comediante). King é um mestre do horror, no entanto.  Quando a inspiração falha, ele tem a técnica para fingir. Thomas Ligotti é um mestre de uma ordem diferente, praticamente uma espécie diferente. Ele provavelmente não poderia fingir se tentasse, e ele nunca tenta. Ele escreve como o horror encarnado".

### Influências em outras mídias
Em 2014, a série de televisão True Detective da HBO chamou a atenção de alguns fãs de Ligotti por causa da notável semelhança entre a filosofia pessimista e antinatalista adotada nos primeiros episódios pelo personagem Rust Cohle (interpretado por Matthew McConaughey) e o próprio antinatalismo e pessimismo filosófico de Ligotti, especialmente conforme expresso em The Conspiracy Against the Human Race. Antes das acusações de que o diálogo do personagem de Cohle em True Detective foi retirado de The Conspiracy Against the Human Race, o escritor da série, Nic Pizzolatto, confirmou no The Wall Street Journal que Ligotti, junto com vários outros escritores e textos do gênero de terror sobrenatural weird, de fato o influenciaram. Pizzolatto disse que achou The Conspiracy Against the Human Race uma "escrita incrivelmente poderosa".  Sobre o tema dos detetives duros, ele perguntou: "O que poderia ser mais duro do que a visão de mundo de Ligotti ou [Emil] Cioran?"

### Colaborações com músicos
Ligotti colaborou com o grupo musical Current 93 nos álbuns In a Foreign Town, In a Foreign Land (1997, reeditado em 2002), I Have a Special Plan for This World (2000), This Degenerate Little Town (2001) e The Unholy City (2003), todos lançados no selo Durtro da David Tibet. Tibet também publicou várias edições limitadas dos livros de Ligotti na Durtro Press. Além disso, Ligotti tocou guitarra na contribuição da Current 93 para a compilação do álbum Foxtrot , cujos rendimentos foram para o tratamento do alcoolismo do músico John Balance.

## Vida pessoal
A ascendência de Ligotti é de três quartos sicilianos, um quarto polonês, uma combinação genética que ele gosta de pensar que "contribuiu para a qualidade bizarra da minha imaginação e para o que tem sido chamado de sua 'universalidade". Ele diz que as histórias de sua avó polonesa, embora não horríveis, "me colocaram em contato com um mundo mais antigo e estranho do que eu teria conhecido e que surgiu quando comecei a escrever histórias tantos anos depois".
Ligotti freqüentou Macomb Community College entre 1971 e 1973 e se formou na Wayne State University em 1978. Por 23 anos, Ligotti trabalhou como editor associado na Gale Research (agora Gale Group), uma editora que produz compilações de pesquisas literárias (e outras). No verão de 2001, Ligotti deixou o emprego no Gale Group e mudou-se para o sul da Flórida. Ele politicamente se identifica como socialista.

## Prêmios
- 1982: Small Press Writers e Artists Organization, melhor autor de Horror / Weird Fiction: The Chymist [23]
- 1986: Prêmio Rhysling , da Associação de Poesia de Ficção Científica (nomeação): One Thousand Painful Variations Performed Upon Divers Creatures Undergoing the Treatment of Dr. Moreau, Humanist [24]
- 1991: World Fantasy Award de Melhor Curta Ficção (nomeação): The Last Feast of Harlequin[25]
- 1992: World Fantasy Award de Melhor Coleção (nomeação):
- 1997: World Fantasy Award de Melhor Colecção (nomeação): The Nightmare Factory[25]
- 1995: Prêmio Bram Stoker de Melhor Curta-Ficção (indicação): The Bungalow House[26]
- 1996: Bram Stoker Award de Melhor Coleção de Ficção : The Nightmare Factory[26]
- 1996: Bram Stoker Award de Melhor Longa Ficção : The Red Tower[26]
- 1996: British Fantasy Award de Melhor Coleção de Ficção: The Nightmare Factory[27]
- 2002: Prémio Bram Stoker de Melhor Longa Ficção: My Work Is Not Yet Done[26]
- 2002: Prêmio Internacional do Terror, Long Form Category: My Work Is Not Yet Done[28]
- 2010: Bram Stoker Award para Superior Achievement in Nonfiction (nominação) The Conspiracy Against the Human Race[26]

Em julho de 2015, Born to Fear: Entrevistas com Thomas Ligotti, editado por Matt Cardin, foi anunciado como um dos indicados para o World Fantasy Awards daquele ano.

### Por ele
- Songs of a Dead Dreamer (1986, rev. & exp. 1989)
- Grimscribe: His Lives and Works (1991)
- Noctuary (1994)
- The Agonizing Resurrection of Victor Frankenstein and Other Gothic Tales (1994)
- The Nightmare Factory (1996). Essentially an omnibus of selections from Ligotti's first three collections, with a concluding section containing new stories.
- In a Foreign Town, in a Foreign Land (1997, accompanying CD by Current 93)
- I Have a Special Plan for This World (2000, accompanying CD by Current 93)
- This Degenerate Little Town (2001, accompanying CD by Current 93)
- The Unholy City (2002, accompanying CD by Current 93)
- My Work Is Not Yet Done: Three Tales of Corporate Horror (2002)
- Crampton: A Screenplay (2003, with Brandon Trenz)
- Sideshow, and Other Stories (2003)
- Death Poems (2004)
- The Shadow at the Bottom of the World (2005)
- Teatro Grottesco (2006, reprinted in 2008)
- The Conspiracy against the Human Race (2010)
- The Spectral Link (2014)
- Born to Fear: Interviews with Thomas Ligotti (2014), edited by Matt Cardin
- Songs of a Dead Dreamer & Grimscribe (2015)

#### Histórias/poemas/roteiros
- The Agonizing Resurrection of Victor Frankenstein, Citizen of Geneva
- Alice's Last Adventure
- Allan & Adelaide: An Arabesque
- Allan and Adelaide—An Arabesque
- Autumn Horror
- Autumnal
- The Bells Will Sound Forever
- The Blasphemous Enlightenment of Prof. Francis Wayland Thurston of Boston, Providence, and the Human Race
- The Blonde: A Sonnet [under the pseudonym Frank Santino]
- The Bungalow House
- The Career of Nightmares
- Charnel House of the Moon
- The Christmas Eves of Aunt Elise:  A Tale of Possession in Old Grosse Pointe
- The Chymist [Part of The Nyctalops Trilogy]
- The Clown Puppet
- The Cocoons
- The Complete Madman [under the pseudonym Charles Miguel Riaz]
- The Consolations of Horror
- Conversations in a Dead Language
- Crampton [by Thomas Ligotti and Brandon Trenz]  [Unproduced screenplay written 1998, for an episode of The X-Files]
- Death without End
- The Decayed Mystic [under the pseudonym Charles Miguel Riaz]
- The Demon Man
- The Deranged Poet [under the pseudonym Charles Miguel Riaz]
- Discourse on Blackness
- Dr. Locrian's Asylum
- Dr. Voke and Mr. Veech
- Dream of a Mannikin
- The Dreaming in Nortown
- Drink to Me Only with Labyrinthine Eyes [Part of The Nyctalops Trilogy]
- The Dwarf by Aloysius Bertrand, translated by Thomas Ligotti
- The Eternal Devotion of the Governess to the Residents of Bly
- The Eternal Mirage
- The Ever-Vigilant Guardians of Secluded Estates
- Envoi
- The Excruciating Final Days of Dr. Henry Jekyll, Englishman
- Eye of the Lynx [Part of The Nyctalops Trilogy]
- The Fabulous Alienation of the Outsider, Being of No Fixed Abode
- Flowers of the Abyss
- The Frolic
- Gas Station Carnivals
- Ghost Stories for the Dead
- The Glamour (Short Story)
- The Greater Festival of Masks
- The Heart of Count Dracula, Descendent of Attila, Scourge of God
- His Shadow Shall Rise to a Higher House
- I Have a Special Plan for This World [short story]
- I Have a Special Plan for This World [verse]
- Horror Stories: A Nightmare Scenario
- In the Night, in the Dark
- In the Shadow of Another World
- The Inquisitor
- The Insufferable Salvation of Lawrence Talbot the Wolfman
- The Interminable Equation
- The Interminable Residence of the Friends of the House of Usher
- The Intolerable Lesson of the Phantom of the Opera
- Introduction (The Agonizing Resurrection of Victor Frankenstein and Other Gothic Tales)
- "Introduction"  [to Grimscribe]
- Invocation to the Void
- The Journal of J. P. Drapeau
- The Last Feast of Harlequin
- Les Fleurs
- The Library of Byzantium
- The Lost Art of Twilight
- Mad Night of Atonement
- Mad Night of Atonement: A Future Tale
- The Madman, by Aloysius Bertrand, translated by Thomas Ligotti
- Masquerade of a Dead Sword
- The Masters Eyes Shining with Secrets
- The Mechanical  Museum [by John B. Ford and Thomas Ligotti]
- The Medusa
- Metaphysica Morum
- Michigan Basement [by Thomas Ligotti and Brandon Trenz]
- Miss Plarr
- The Mocking Mystery
- Mrs. Rinaldi's Angel
- The Murderer, by Gaston Danville, translated by Thomas Ligotti
- The Music of the Moon
- My Case for Retributive Action
- My Work Is Not Yet Done
- The Mystics of Muelenburg
- The Name Is Nothing
- The Nameless Horror
- Nethescurial
- New Faces in the City
- The Night School
- The Nightmare Network
- No One Knows The Big News
- Nobody Is Anybody
- Notebook of the Night
- Notes on the Writing of Horror: A Story
- Oneiric Horror
- One May Be Dreaming
- One Thousand Painful Variations Performed upon Divers Creatures Undergoing the Treatment of Dr. Moreau, Humanist
- The Order of Illusion
- Our Temporary Supervisor
- The Perilous Legacy of Emily St. Aubert, Inheritress of Udolpho
- The Physic
- The Player Who Takes No Chances
- Postscript [under the pseudonym Charles Miguel Riaz]
- The Premature Death of H. P. Lovecraft, Oldest Man in New England
- The Premature Transfiguration
- Primordial Loathing
- The Prodigy of Dreams
- Professor Nobody's Little Lectures on Supernatural Horror
- The Puppet Masters
- Purity
- The Real Wolf
- The Red Tower
- Sailing into Night [A round-robin with sixteen other authors]
- Salvation by Doom
- Sardonic Mundane [as by Louis Miguel Riaz]
- The Scream:  From 1800 to the Present
- The Sect of the Idiot
- Selections of Lovecraft
- Severini
- The Shadow, The Darkness
- The Shadow at the Bottom of the World
- Sideshow and Other Stories
- The Small People
- A Soft Voice Whispers Nothing
- Some Things They Will Never Tell You [verse]
- The Spectacles in the Drawer
- The Spectral Estate
- The Strange Design of Master Rignolo
- The Striken Philosopher [under the pseudonym Charles Miguel Riaz]
- Studies in Horror
- Studies in Shadow
- Suicide by Imagination
- The Superb Companion of Andre de V., Anti-Pygmalion
- Teatro Grottesco
- Ten Steps to Thin Mountain
- Things They Will Never Tell You
- This Degenerate Little Town
- The Town Manager
- The Transparent Alias of William Wilson, Sportsman and Scoundrel
- The Troubles of Dr. Thoss
- The Tsalal
- The Unbearable Rebirth of the Phantom of the Wax Museum
- The Unfamiliar
- The Unnatural Persecution, by a Vampire, of Mr. Jacob J.
- Vastarien
- The Voice in the Bones
- Welcome To The Unholy City
- What Becomes of the Body [verse]
- What Happens to Faces" [verse]
- What Good Is Your Head?" [verse]
- When You Hear the Singing, You Will Know It Is Time
- The Worthy Inmate of the Will of the Lady Ligeia
- You Do Not Own Your Own Head

### Sobre ele
- The Thomas Ligotti Reader: Essays and Explorations (2003), editado por Darrell Schweitzer.  Uma coletânea de ensaios sobre o trabalho de Ligotti, que inclui um de Ligotti sobre o gênero de horror, uma entrevista de Ligotti e uma bibliografia de seus trabalhos publicados.
- Studies in Modern Horror, edição #2 (2004), editado por NG Christakos.  Esta edição da revista acadêmica sobre contos esquisitos contemporâneos inclui o ensaio de Nick Curtis "Notas sobre o deslocamento do tempo e perda de memória em Crampton" e a primeira versão impressa do ciclo de poemas The Unholy City , de Ligotti.
- Studies in Modern Horror, edição #4 (2006), editado por NG Christakos.  Esta edição da revista acadêmica sobre weird tales contemporâneos inclui o ensaio de Stephen Tompkins, The Nemesis of Mimesis: Thomas Ligotti, Worlds Elsewhere e Darkness Ten Times Black .
- Os Fantoches de Grimscribe editados por Joseph S. Pulver , uma coleção de contos em homenagem e baseado em Ligotti (Miskatonic Press 2013).
- O filósofo escocês Ray Brassier escreveu o prefácio de A conspiração contra a raça humana, de Ligotti: A Contrivance of Horror (2010).[30][31]

### Adaptações de quadrinhos
- The Nightmare Factory (2007)
- The Nightmare Factory – Volume 2 (2008)

### Outros trabalhos
Ligotti apresenta uma citação favorável na introdução à Nova Scotia, Canadá, conto do escritor de ficção Barry Wood, "Nowhere to Go" (2008) publicado no Postscripts #14. Ligotti também forneceu sinopses para livros de Eddie M. Angerhuber, Matt Cardin, Sarah Perry, Michael Cisco, o filósofo Eugene Thacker e Thomas Wiloch. Thomas Ligotti serviu como editor da edição revisada de “Haunted Universe: The True Knowledge of Enlightenment”, de Steven Norquist.  Ligotti também aprovou um trecho de “Professor Nobody’s little lectures on Supernatural Horror” para ser usado na introdução. Ligotti é mencionado e agradecido nos agradecimentos do livro por desafiar o autor a apresentar “O Universo Assombrado em sua forma mais pura e poderosa”.